# بیری، شمال سمر
بیری، شمال سمر (به لاتین: Biri, Northern Samar) یک منطقهٔ مسکونی در فیلیپین است که در سامار شمالی واقع شده‌است.

## خصوصیات
بیری ۲۴٫۶۲ کیلومترمربع مساحت و ۱۱٬۷۶۷ نفر جمعیت دارد.